# Nationalpark Tresticklan
Der 1996 eingerichtete Nationalpark Tresticklan ist mit einer Gesamtfläche von 28,97 Quadratkilometern einer der größeren Nationalparks im Süden Schwedens und liegt in der Gemeinde Dals-Ed im nordwestlichen Dalsland an der Grenze zu Norwegen. Er ist für seine unberührte Natur mit felsigen Höhen, Spaltentälern und Seen bekannt. Der Name Tresticklan bedeutet Dreizack und hängt mit der Form des Sees Stora Tresticklan zusammen. Das Gewässer besteht aus drei fast parallel verlaufenden Kammern, die über schmale Wasserwege verbunden sind. Unter der Bezeichnung Trestickla-Boksjön ist der Nationalpark seit Januar 2005 als Natura 2000-Gebiet klassifiziert.

## Vegetation
Die Risstallandschaft mit Wildnischarakter ist geprägt durch eine Vielzahl kleiner nährstoffarmer Seen, die in den entstandenen Rinnen eiszeitlicher Gletscherbewegungen liegen. Etwa 27,11 Quadratkilometer sind Landfläche mit einer naturnahen Vegetation aus größtenteils lichtem Kiefernwald, hier und dort mit eingestreuten Mooren und kleineren Fichten-, Espen- und Birkenvorkommen. Im Jahre 1830 wütete ein Waldbrand auf dem Gebiet des heutigen Nationalparks. Die Kiefer ist entsprechend daran angepasst und besitzt eine dickere Rinde, einzelne Bäume sind über 250 Jahre alt.

## Umweltprobleme im Stora Tresticklan
Das Ökosystem des namensgebenden Sees Stora Tresticklan ist durch sauren Regen stark geschädigt. Ursächlich dafür sind die Industrie, der Verkehr und die Landwirtschaft in den Ländern Deutschland, Großbritannien und den Niederlanden. Ein Versuch zur Säureregulation des Wassers wird seit dem Jahr 2001 durch das Einbringen von Kalkpulver unternommen.

## Fauna
Im Nationalpark kommen das Auerhuhn, das Birkhuhn und das Haselhuhn und der Fischadler recht häufig vor. Als größere Landtiere sind der Elch und seltener auch der Luchs und Wolf zu nennen.

## Zugang
Der Nationalpark ist am besten über die Verbindungsstraße zwischen Ed und Nössemark zu erreichen. Der Parkplatz Råbocken liegt etwa 600 m vom östlichen Rand entfernt und ist Ausgangspunkt für Wanderungen. Bis zur norwegischen Grenze (Bodalsviken) sind es etwa 3,5 km, die Hütte Budalsvika bietet unter anderem auch Übernachtungen an. Der Rundweg Tresticklaleden ist etwa 8 km lang. Am südlichen Abzweig Bråtane ist ein kurzer Abstecher zum Orshöjden möglich, welcher mit 276 m die größte Erhebung im Nationalpark darstellt.
Das Entzünden von Lagerfeuern ist verboten, das Beeren- und Pilzsammeln für den Eigenverbrauch jedoch erlaubt.

## Bilder

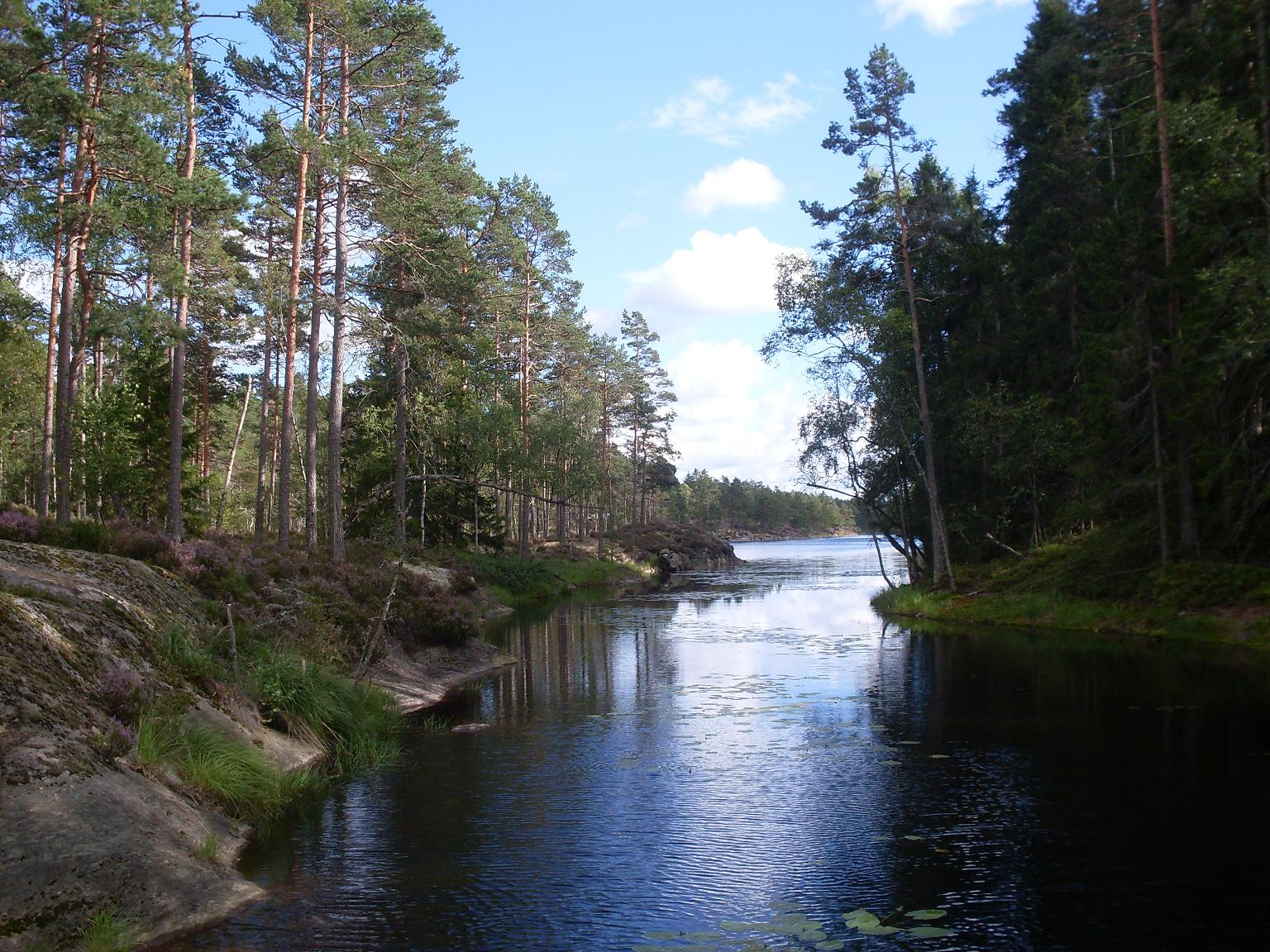
Blick von der Brücke auf den Stora Tresticklan am Übergang zum Lilla Tresticklan
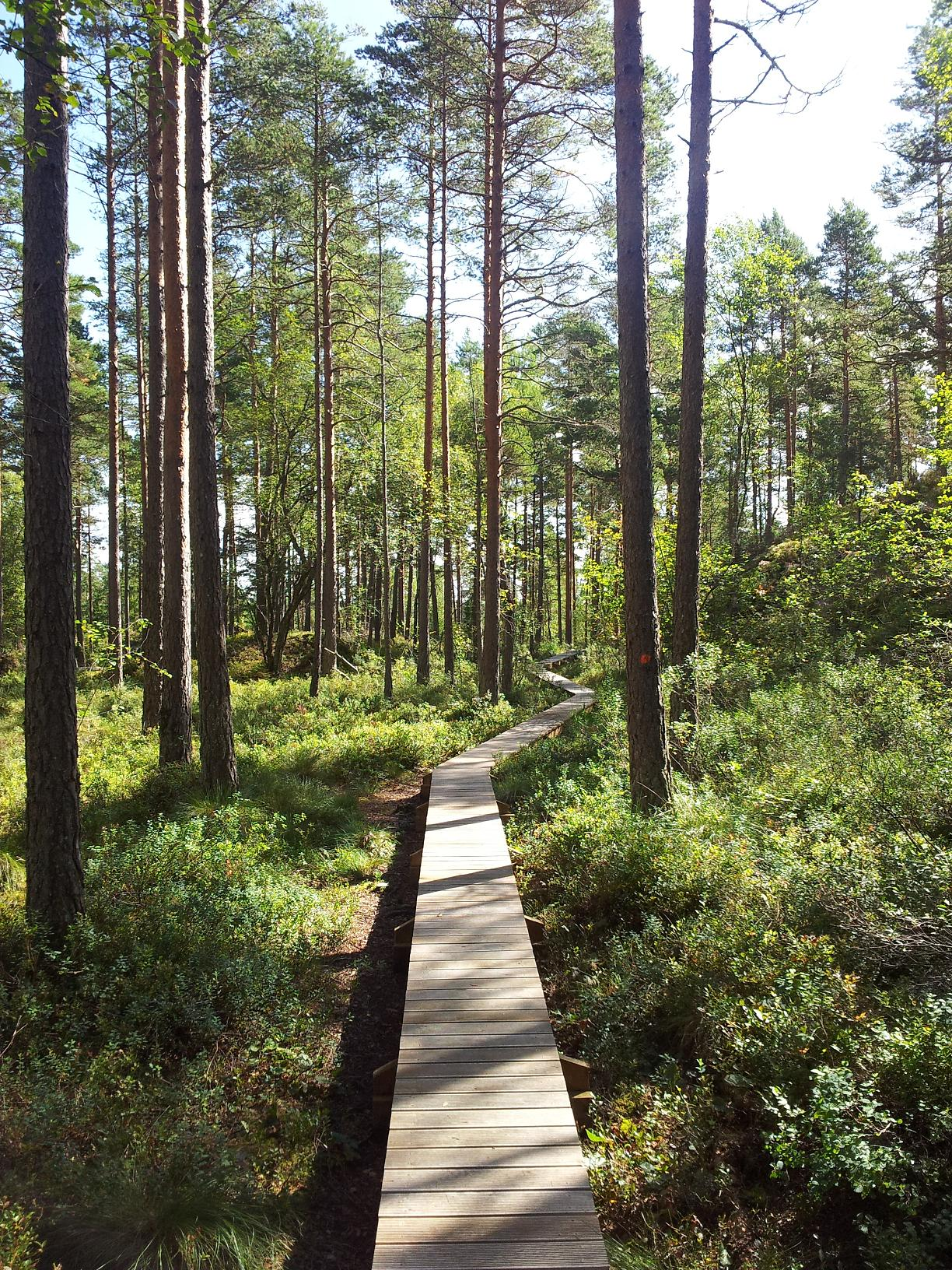
Zugangsweg ab Parkplatz Råbocken zum Nationalparkeingang
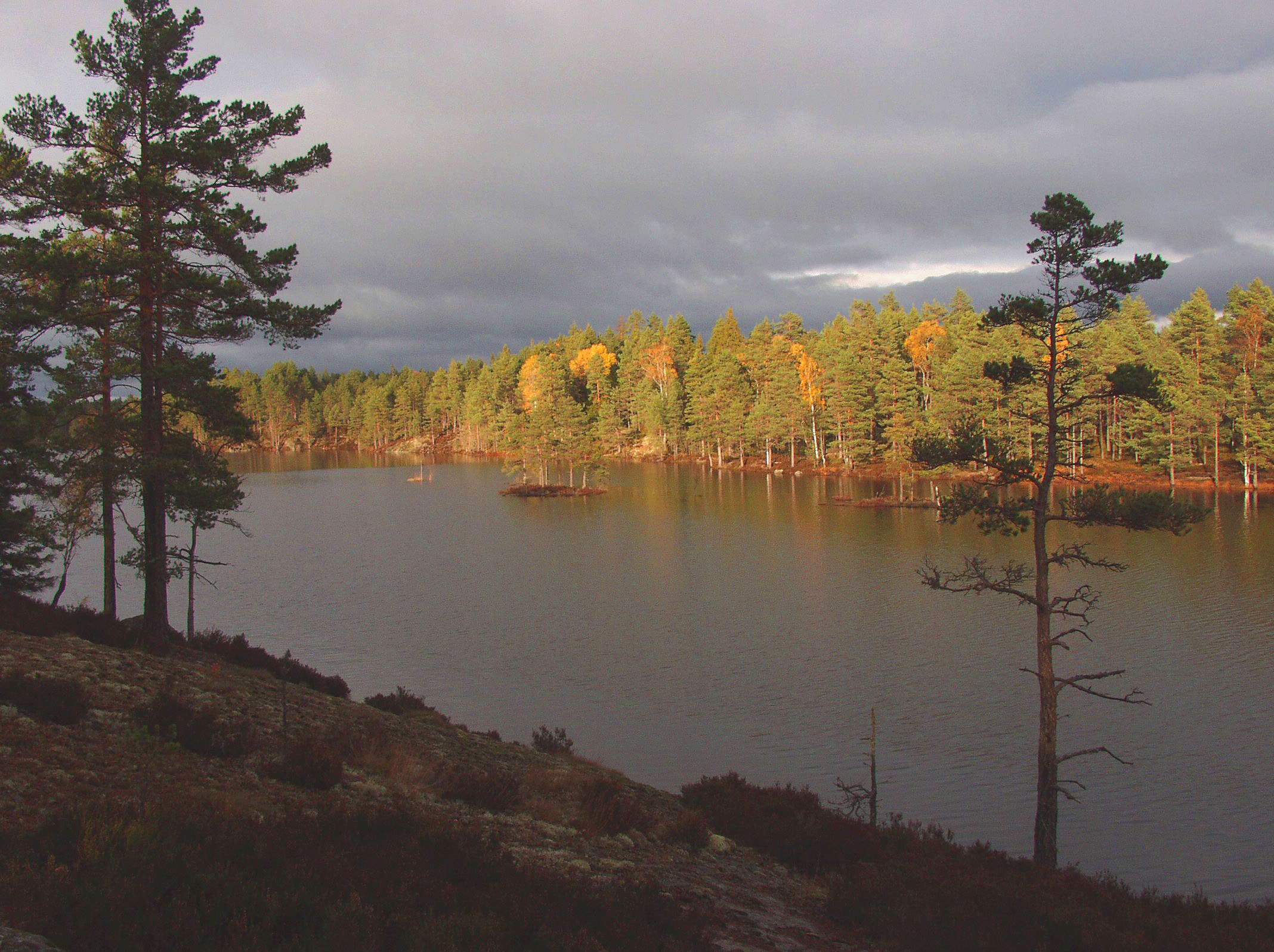
Am Nordwestufer des Stora Tresticklan mit Blick auf den See nach Osten
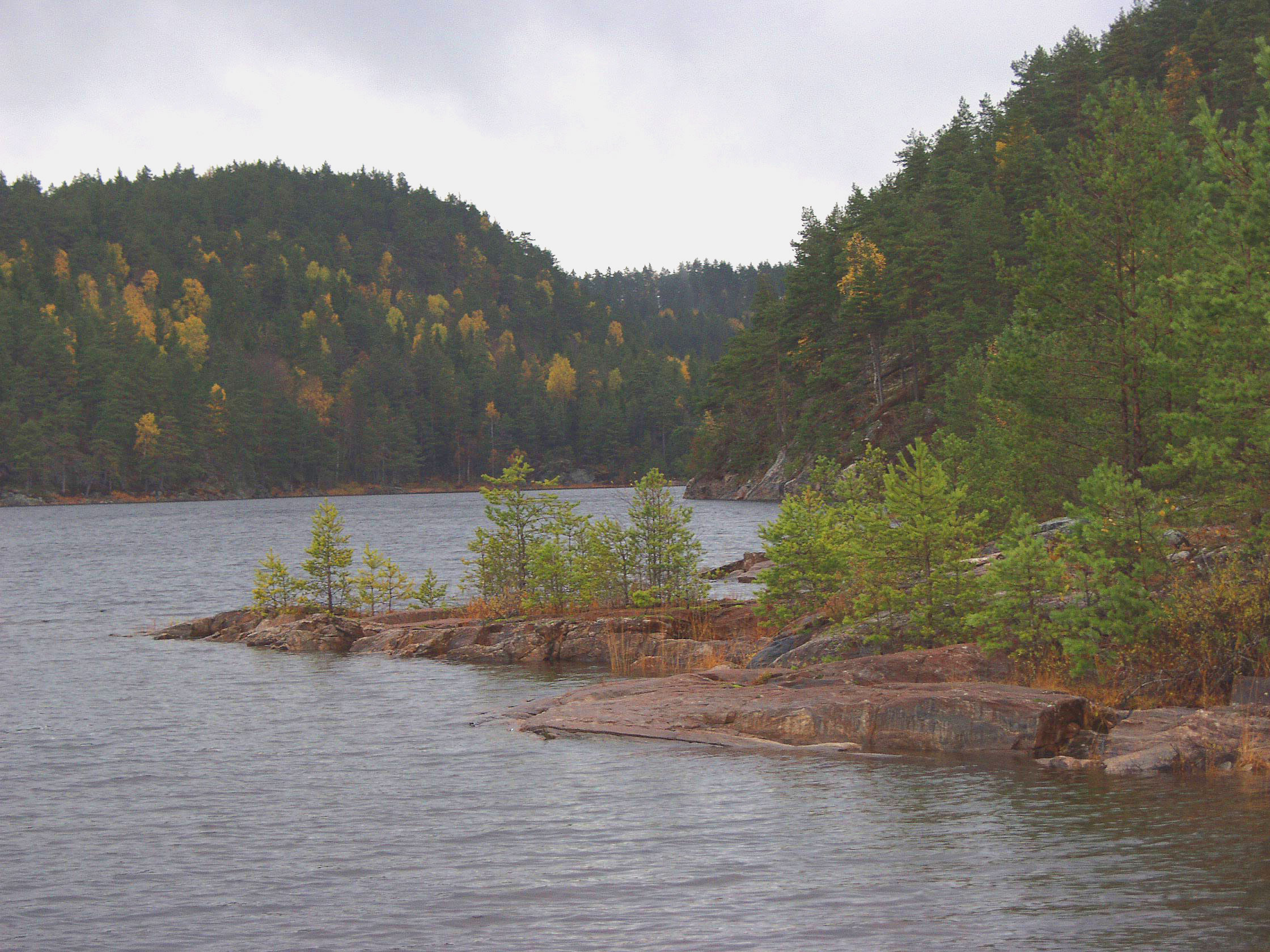
Blick hinüber zum norwegischen Ufer des Budalsviken, dem nördlichen Arm des Boksjön
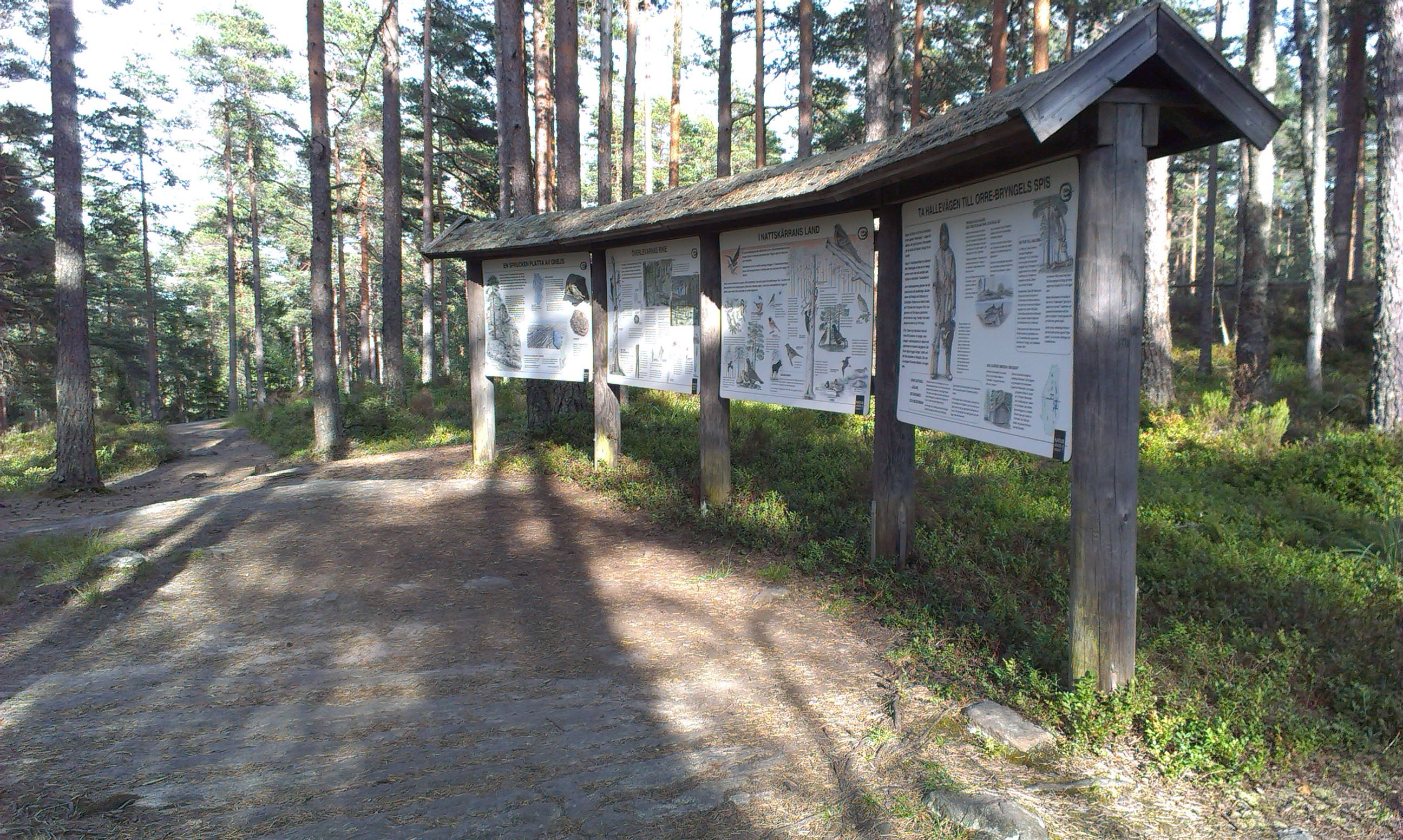
Informationstafeln am östlichen Eingang zum Nationalpark